# Stanislav Fořt
Stanislav Fořt (Martin, 29 de agosto de 1977) es un político eslovaco que se desempeñó como miembro del Consejo Nacional de 2010 a 2012.

## Vida y educación
Fořt nació en Martin.  Estudió contabilidad en la Universidad de Economía de Bratislava, graduándose en 2000. Además, estudió derecho en la Universidad de Trnava y se graduó en 2009. 

## Carrera política
En las elecciones parlamentarias eslovacas de 2010, Fořt se presentó en la lista del partido Libertad y Solidaridad, del que fue cofundador, y obtuvo un escaño. En 2011, se convirtió en el primer político eslovaco en salir del armario como hombre gay. En una entrevista con el diario <i>Sme</i> afirmó que esperaba que su salida del armario ayudara a otras personas LGBT a sentirse más cómodas en Eslovaquia. 
Fořt no logró conservar su escaño en las elecciones presidenciales eslovenas de 2012 y posteriormente anunció su retiro de la política. No obstante, volvió a presentarse sin éxito a las elecciones parlamentarias eslovacas de 2016.